# Alan Blakeway
Alan Blakeway  (* 21. April 1898 in Malvern (Worcestershire); † 9. Oktober 1936 in Winchester) war ein britischer Klassischer Archäologe.
Blakeway besuchte die Shrewsbury School und studierte 1920 bis 1924 am Christ Church College in Oxford Altertumswissenschaften. Hier wurde er mit seinem Kommilitonen Humfry Payne zum Schüler von John D. Beazley. 1925 bis 1931 war er als Lehrer am Winchester College tätig. 1931 wurde er Fellow and Tutor in Ancient History am Corpus Christi College in Oxford. Mit Humfry Payne grub er in Perachora (1929–1933) und auf Kreta (Fortetsa bei Knossos) aus. Nach Paynes Tod 1936 übernahm er die Leitung der British School at Athens, starb jedoch kurz darauf an einer Blutvergiftung.

## Schriften
- Prolegomena to the Study of Greek Commerce with Italy, Sicily and France in the Eighth and Seventh Centuries B.C. In: Papers of the British School at Athens 33, 1932–33, S. 170–208.
- Demaratus. In: Journal of Roman Studies 25, 1935, S. 129–149.
- The Date of Archilochus. In: Cyril Bailey (Hrsg.): Greek poetry and life. Oxford 1936, S. 34–55.